# Arroyo Yacaré Grande
Der Arroyo Yacaré Grande ist ein Fluss im Norden Uruguays.
Er entspringt auf dem Gebiet des Departamento Artigas in der Cuchilla Yacaré Cururú in Topador südlich des Cerro Topador. Von dort fließt er zunächst in westliche, dann in nordwestliche Richtung und mündet in der nordwestlichen Spitze Uruguays als linksseitiger Nebenfluss in den Río Cuareim.